# Tetilla nimia
Tetilla nimia är en svampdjursart som först beskrevs av Topsent 1927.  Tetilla nimia ingår i släktet Tetilla och familjen Tetillidae. Inga underarter finns listade i Catalogue of Life.